# جشنواره‌های سینمایی
جشنواره‌های فیلم عبارتند از:

## ایران
- جشنواره فیلم فجر
- جشنواره سینما حقیقت
- جشنواره بین‌المللی فیلم‌های کودکان و نوجوانان
- جشنواره بین‌المللی فیلم کوتاه تهران
- جشنواره فیلم کوتاه نهال
- جشنواره بین‌المللی فیلم رشد
- جشنواره فیلم کوتاه حسنات
- جشنواره فیلم دانشگاه تهران
- جشنواره فیلم و عکس همراه تهران
- جشنواره بین‌المللی فیلم بی‌کلام گلوب
- جشنواره مردمی فیلم عمار
- جشنواره بین‌المللی چهل چراغ
- جشنواره ملی فیلم شاهنامه

## جهان
- جشنواره فیلم کن
- آکادمی علوم و هنرهای سینما
- جشنواره فیلم برلین
- جشنواره فیلم ونیز
- جشنواره فیلم لوکارنو
- جشنواره فیلم کارلوی واری
- جشنواره فیلم لندن
- جشنواره فیلم سن سباستین
- جشنواره فیلم ساندنس
- جشنواره فیلم شیکاگو
- جشنواره فیلم کرالا
- جشنواره فیلم مسکو
- جشنواره فیلم توکیو
- جشنواره فیلم بوسان
- جشنواره فیلم ورشو
- جشنواره فیلم مونترال
- جشنواره فیلم آسیا پاسیفیک
- جشنواره فیلم شب‌های سیاه تالین

## انجمن
- انجمن مطبوعات خارجی هالیوود
- انجمن منتقدان فیلم سن دیگو
- انجمن منتقدان فیلم شیکاگو
- انجمن منتقدان فیلم لس آنجلس
- انجمن منتقدان فیلم لندن